# میگل کوباس
میگل کوباس (انگلیسی: Miguel Cobas؛ زادهٔ ۱۴ ژوئیهٔ ۱۹۷۷) بازیکن فوتبال اهل اسپانیا است.
از باشگاه‌هایی که در آن بازی کرده‌است می‌توان به باشگاه فوتبال لاس پالماس و باشگاه فوتبال اسپورتینگ خیخون اشاره کرد.